# Banu Hanifa

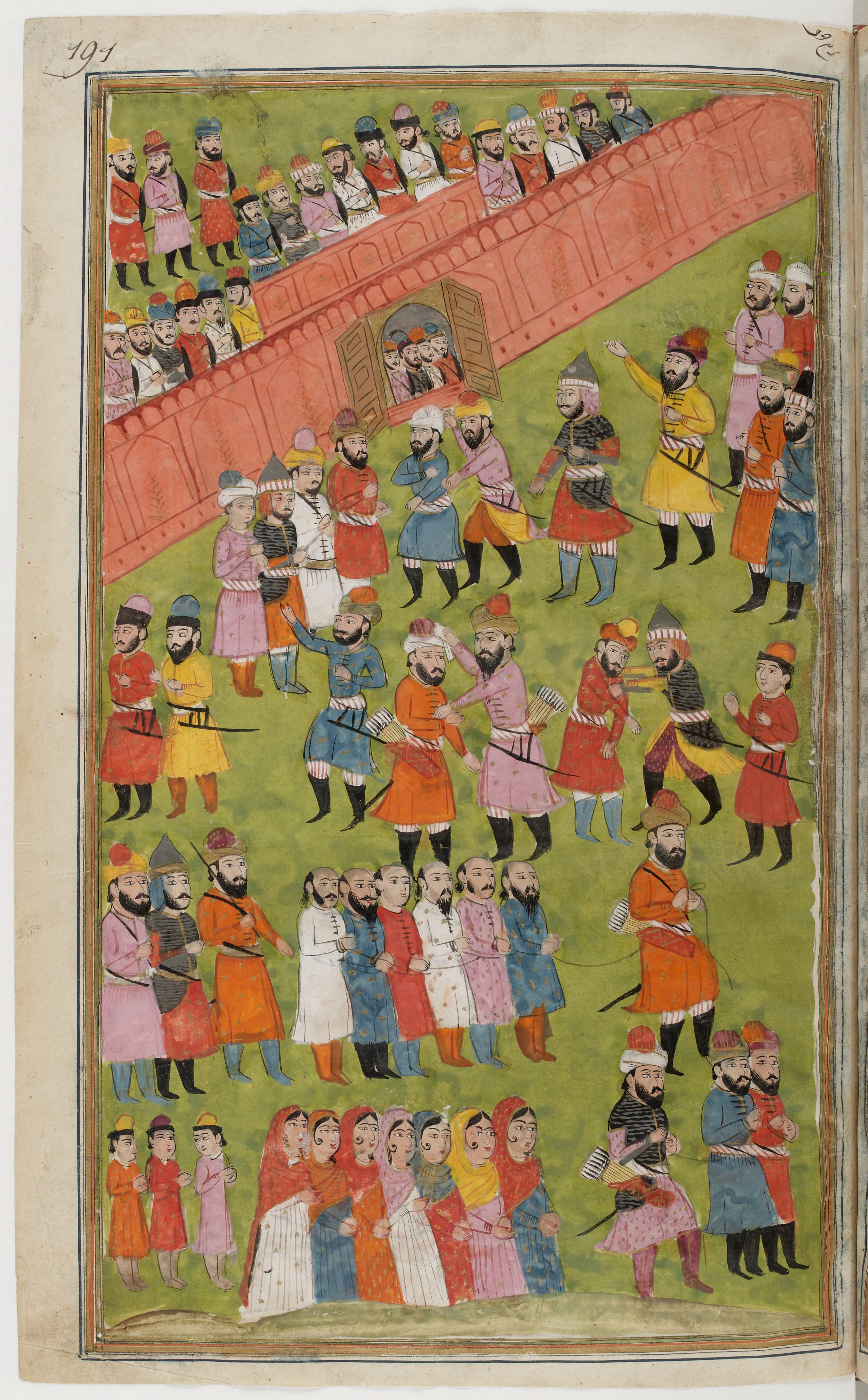
Il·lustració dels Banu Hanifa.

Els Banu Hanifa (àrab: بنو حنيفة, Banū Ḥanīfa) o Hanifa ibn Lujaym fou una antiga tribu àrab del grup dels Baqr ibn Wail. Les subdivisions principals eren: els dul o duil, els adi, els amir i els subaym. La seva capital era al-Hadjr a la Yamama; altres ciutats sota el seu domini eren Djaw, al-Awqa, Fayshan, al-Qirs, Qurran, al-Mansif (fortalesa), al-Thaqb o al-Naqb, Tuam, Ubad i Uthal.
Foren vassalls dels làkhmides d'al-Hira. Van entrar en conflicte amb els Banu Tamim. Vers el 600 era xeic Qatada ibn Maslama que va tenir per successor a Hawadha ibn Ali, segurament cristià. El 628 Hawhada va iniciar contactes amb Mahoma, però va morir sense haver-se convertit el 630. El va succeir Thumama ibn Uthal que sembla que ja s'havia fet musulmà. Bona part de la tribu va participar en la Rida el 632 dirigits per Musaylima, però Thumama amb la resta de la tribu va romandre lleial.